# Arthur Moses
Pour les articles homonymes, voir Moses.
Arthur Moses est un footballeur international ghanéen né le 3 mars 1973 à Accra. Son poste de prédilection est attaquant.

## Biographie
Son transfert du Fortuna Düsseldorf à l'Olympique de Marseille pour 12 millions de francs (1,8 M EUR), à l'issue d'un montage complexe entre trois clubs et des intermédiaires basés au Liechtenstein, aurait donné lieu à une majoration afin de verser des rémunérations occultes.

## Carrière
- 1991-1992 : Stationery Stores  Nigeria
- 1992-1993 : Asante Kotoko  Ghana
- 1993-1994 : Stationery Stores Lagos  Nigeria
- 1994-1995 : Fortuna Düsseldorf  Allemagne
- 1995-1997 : Sporting Toulon Var  France
- 1997-2000 : Olympique de Marseille  France
- 2000-2002 : Nîmes Olympique  France
- jan. 2002-2002 : Al Ain Club  Émirats arabes unis[2],[3]
- 2002-2004 : Al Shabab Dubaï  Émirats arabes unis

- 1994 - 1999 :  Ghana 7 sélections, 2 buts

## Palmarès
- Champion de France de National : 1996